# The Shadows
Pour les articles homonymes, voir Shadow.
 (décembre 2024).
Si vous disposez d'ouvrages ou d'articles de référence ou si vous connaissez des sites web de qualité traitant du thème abordé ici, merci de compléter l'article en donnant les références utiles à sa vérifiabilité et en les liant à la section « Notes et références ».
The Shadows est un groupe britannique de rock, actif entre 1958 et 2015. Pionnier du rock britannique, The Shadows demeurent une référence en matière de son de guitare électrique. Nombre de groupes et d'artistes internationaux se sont inspirés de cette formation qui a contribué à poser les bases du rock britannique et de la pop music européenne. Hank Marvin est souvent présenté comme le guitariste européen le plus influent du siècle par Mark Knopfler, David Gilmour, Ritchie Blackmore et Brian May.
Premier groupe de rock européen en 1958, The Drifters à leurs débuts, ils doivent changer de nom pour un problème avec un groupe vocal américain homonyme. Mais c'est Jet Harris  en juillet 1959 qui va trouver et proposera « The Shadows ». Ils accumulent les succès internationaux dès le début de leur carrière, d'abord en accompagnant Cliff Richard, puis par eux-mêmes, avec des titres généralement instrumentaux. Apache bouleverse la musique pop en 1960. Avec Wonderful Land (no 1 en 1962, un des titres les plus vendus en Grande-Bretagne de toute la décennie 1960), The Shadows sont les premiers à associer dans leurs enregistrements des guitares électriques et un orchestre symphonique, grâce notamment à Norrie Paramor.
Après une brève séparation (ils se produisent en tant que Marvin, Welch and Farrar entre 1971 et 1973), ils retrouvent le succès, avec plusieurs no 1 dans les années 1970 en Grande-Bretagne (les albums 20 Golden Greats et String of Hits dépassent chacun le million de disques vendus), et de nombreux albums disque d'or et platine dans les années 1980.
Le groupe se sépare fin 1990 après un dernier album classé dans le top 5 (Hank Marvin poursuivant une carrière solo), puis se reforme pour un best-of (nouveau top 10 et disque d'or en Grande-Bretagne) et deux tournées triomphales en 2004 (Royaume-Uni) et 2005 (Europe) dont les concerts sont publiés dans un coffret double CD-DVD The Shadows Final Tour.
Après avoir joué pour la Royal Variety Performance à l'occasion des cinquante ans du groupe, en 2008, ils partent avec Cliff Richard pour une vaste tournée des grandes scènes britanniques, puis une série de concerts en Europe, en Australie, en Nouvelle-Zélande et en Afrique du Sud, jusqu'en mars 2010.
Les membres de The Shadows sont parfois considérés comme « les principaux précurseurs d'un phénomène musical universel ».

## Histoire

### Débuts
Composé originellement de Hank Marvin (né le 28 octobre 1941), Bruce Welch (né le 2 novembre 1941), Tony Meehan (remplacé en décembre 1961 par Brian Bennett) et de Jet Harris, The Shadows est le premier groupe de rock européen. Leur formation avec deux guitares (une solo, une rythmique), une basse et une batterie, peut sembler évidente aujourd'hui, tant elle influença des milliers de groupes, mais elle était inédite à l'époque. Ils sont également parmi les premiers en Europe à utiliser professionnellement la guitare Fender Stratocaster et une basse électrique Fender Précision Bass, plutôt qu'une contrebasse. La sonorité unique et la qualité de leur musique, résultat d'une synthèse entre la guitare de Hank Marvin et son amplificateur Vox AC30 seront copiées par de nombreux groupes. Ils débutent au collège, sous les noms de The Railroaders 1957, après The five Chesternuts 1958 qui enregistrent: "Jean Dorothhy" et sur l'autre face: " Teenage love" puis The Drifters, et deviennent le groupe et les compositeurs de Cliff Richard, qui devient vite en leur compagnie la plus grande vedette du Royaume-Uni. Ils vont faire une énorme promotion aux amplis Vox et guitares Fender car ils seront en Europe parmi les premiers à les utiliser, de nombreux groupes vont les copier.
Marvin et Welch sont sans aucun doute le duo de guitaristes rock le plus évolué d'Europe dans les années 1960. Marvin deviendra le premier guitar hero européen, et aura une influence considérable et encore perceptible de nos jours, faisant des émules dont certains devenus célèbres (Brian May, Mark Knopfler, David Gilmour, Eric Clapton, Pete Townshend, Jeff Beck, Jimmy Page, Carlos Santana, Chris Rea, Mike Oldfield notamment). Les musiciens et chanteurs bretons Alan Stivell et Dan Ar Braz furent aussi des fans.
D'abord exclusivement associés à Cliff Richard, The Shadows entament une carrière solo couronnée de succès au début des années 1960, tout en continuant à enregistrer et composer avec Cliff régulièrement jusqu'en 1968, puis par intermittence. Après une quinzaine de tubes en sa compagnie et quelques disques en solo, leur single Apache, no 1 dans le monde entier en 1960 (sauf aux États-Unis), bouleverse une génération et engendrera des milliers de vocations. Le son créé par The Shadows pose alors les bases de la musique pop et devient une référence.

### Succès

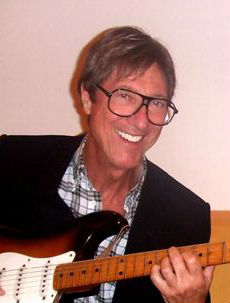
Hank Marvin, guitariste des Shadows.

À partir de 1958, les succès s'accumulent : les instrumentaux Apache (no 1), Kon Tiki (no 1), Wonderful Land (no 1 et plus grosse vente des années 1960 au Royaume-Uni, devant tous les singles des Beatles), Dance On (no 1), Foot Tapper (no 1), et les top 10 Atlantis (no 2), FBI (no 6), Man of Mystery (no 5), The Stranger (no 5), Guitar Tango (no 4), The Rise and Fall of Flingel Bunt (no 5), Shindig (no 6), The Frightened City (no 3), The Savage (no 10), Geronimo (no 11), Theme for Young Lovers (no 11), et de nombreux autres encore, ainsi que divers hits vocaux (Don't Make My Baby Blue, no 10 en 1965 par exemple, ou The Dreams I Dream et I Met a Girl).
The Shadows connaissent aussi un énorme succès en tant qu'accompagnateurs de Cliff Richard, avec une trentaine de morceaux devenus pour certains des standards : Living Doll (no 1), I Love You (no 1), Please Don't Tease (no 1), The Young Ones (no 1), Bachelor Boy (no 1), The Next Time (no 1), Travellin Light (no 1), Summer Holiday (no 1), Do You Wanna Dance (no 2), I Could Easily Fall in Love with You (no 2), et Willie and the Hand Jive (no 2), Gee Wizz it's You (no 8), Move It (no 2), Lucky Lips (no 2), Nine Times out of Ten (no 2), Don't Talk to Him (no 4), A Girl Like You (no 2), It'll Be Me (no 2), It's All in the Game (no 4), On the Beach (no 7), In the Country (no 6), Voice in the Wilderness (no 2), etc. Certaines de leurs chansons avec Cliff sont reprises et adaptées par des groupes français comme Les Chats sauvages, Les Pirates, et Les Chaussettes noires entre autres.
Leurs premiers albums 25 cm Dance With the Shadows (1961) et Out of The Shadows (1962) sont également no 1, ainsi que plusieurs albums en compagnie de Cliff Richard (Me and my Shadows par exemple). Plusieurs de leurs EP se classent également no 1 (Shadoogie, Nivram, Sleepwalk, Shazam, Little « B », 36-24-36, Perfidia, Mustang et quelques autres sont des standards), et ils sont les seuls artistes de tous les temps à être no 1 la même semaine dans les charts des singles, des EP et des albums.
The Shadows sont également à l'affiche avec Cliff Richard de plusieurs films entre 1959 et 1966 (Expresso Bongo, The Young Ones, Vacances d'été, Wonderful Life, Minibombe et Minijupes) qui battent les records du box-office (devant les James Bond), puis de plusieurs pantomimes et comédies musicales au succès retentissant à Londres au cours de la seconde moitié des années 1960 (Aladdin and His Wonderful Lamp et Cinderella battront là encore tous les records de recette).
Dans la période 1958-1963, ils sont le groupe le plus connu et le plus influent mondialement, excepté aux États-Unis malgré quelques hits et divers passages au Ed Sullivan Show. En effet, la première version de Apache distribuée aux États-Unis est celle enregistrée par le guitariste danois Jørgen Ingmann ; elle atteint le no 2 du Billboard mais occulte presque complètement la version originale des Shadows.
Après presque cinq années de règne sans partage sur la scène britannique et européenne, The Shadows passent au second plan avec l'arrivée explosive des Beatles. La chanson Cry for a Shadow est un hommage au groupe écrite par George Harrison et John Lennon, enregistrée à Hambourg en 1961 par les Beatles lors des séances avec Tony Sheridan.
Les succès en singles sont petit à petit un peu moins notables, bien qu'ils obtiennent encore plusieurs top 10 jusqu'en 1968 (le top 5 The Rise and Fall of Flingel Bunt en 1964 est no 1 et quelques top 20 instrumentaux et vocaux comme Rhythm and Greens, Genie with the Light Brown Lamp, The Warlord, Maroc 7, A Place in the Sun, Mary-Anne, Stingay, etc.) Leurs albums seront par contre tous des top 10 et encore de très grosses ventes dans les années 1960, et leurs tournées font toujours salle comble, même si après 1968 ils n'ont pas de hit en single pendant un temps. Ils continuent malgré cela, seuls et en compagnie de Cliff Richard, à aligner leurs albums dans les charts jusqu’en 1970 et ils composent également plusieurs hits de Cliff en solo (le top 10 The Day I Met Mary par exemple).
Le New Musical Express les désigne chaque année « Meilleur groupe instrumental » jusqu'à leur première séparation en 1968. Hank Marvin est également élu meilleur guitariste. Si en France leur succès est assez bref, ils laissèrent une trace importante, influençant de nombreux musiciens.

### Première séparation et retour au succès

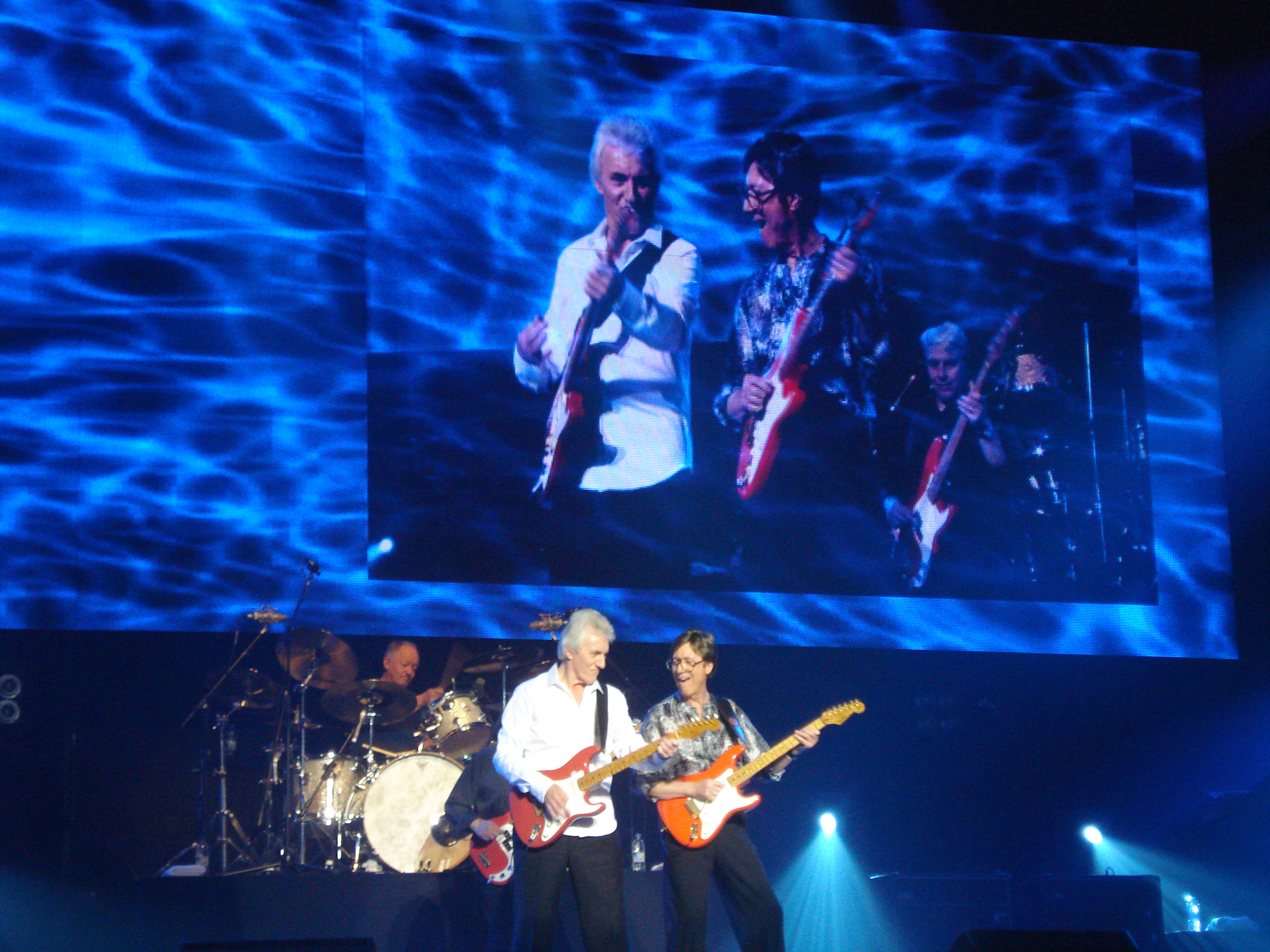
The Shadows à Bruxelles, en 2009.

En 1969, le premier album solo de Hank Marvin est un succès au top 20, et son single Sacha est no 1 en Australie. Le groupe se sépare pour quelque temps, et Marvin signe deux top 10 en duo avec Cliff Richard en 1970. Puis Marvin et Welch forment un trio vocal avec John Farrar, un guitariste australien qui composera également pour Olivia Newton-John, la compagne de Bruce Welch à l'époque, qui la fit débuter et lui composa et produisit plusieurs no 1 aux États-Unis et en Grande-Bretagne. On lui doit notamment les tubes mondiaux de Grease (le no 1 mondial You're the One That I Want en duo avec John Travolta) et Xanadu. (La chanson Eponyme Xanadu est composée par Jeff Lynne (Electric Light Orchestra) comme la moitié des titres de cette comédie musicale (l'autre moitié par John Farrar).
Le premier album de Marvin, Welch and Farrar, unanimement salué par la critique (et élu 2e meilleur album britannique après St Pepper des Beatles), est un hit classé au top 30, sans toutefois réussir à faire oublier le répertoire des Shadows. Deux autres albums suivent, le dernier étant seulement interprété par Marvin and Farrar. The Shadows reviennent en 1973 avec un album très rock, Rockin' with Curly Leads, en ayant intégré John Farrar au groupe.
1975 apporte un nouveau grand succès populaire, d'abord avec le tube vocal Let Me Be the One en 1975, qu'ils interprètent à l'Eurovision (très à la mode à l'époque et qui vient alors de révéler Abba), où ils terminent deuxièmes, puis avec l'album Specs Appeal, qui est aussi un hit. De nouvelles tournées suivent, ainsi qu'un album live enregistré à l'Olympia de Paris les 13 et 14 juin 1975.
En 1977, leur compilation 20 Golden Greats est no 1 (meilleure vente de l'année au Royaume-Uni, avec plus d'un million d'albums) et est le premier disque à faire l'objet d'une publicité télévisée. Bien qu'enregistré en 1974 et 1976, un nouvel album sort la même année, Tasty, puis Thank You Very Much (un concert de Cliff Richard and the Shadows) est un top 5 en 1978 et un énième disque d'or. Marvin sort également un nouvel album solo Guitar Syndicate.
L'album String of Hits est no 1 en 1979 (plus d'un million d'exemplaires au Royaume-Uni). Les singles ne sont pas en reste, avec plusieurs tubes classés dans le top 10, comme leur reprise très appréciée de Don't Cry for Me Argentina (no 5), et les top 10 Theme from the Deer Hunter (Cavatina) et Riders in the Sky en 1980. Quelques autres singles se classeront dans les charts durant les années 1980, et Marvin décrochera un no 1 avec Cliff Richard (Living Doll) réenregistré en 1986 (avec le groupe comique The Young Ones) ainsi que quelques hits en solo.
En 1980, ils quittent EMI et fondent leur label Roll Over distribué par Polydor. Ils se produisent en juin à l'Olympia et en novembre 1980 au théâtre Mogador à Paris pour leurs derniers concerts d'une tournée triomphale en Europe. Tous leurs albums des années 1980 seront disque d'or ou de platine au Royaume-Uni et bien classés dans les charts (entre 1980 et 1984 : Another Sting of Hot Hits (compilation EMI), Change of Address, Hits Right Up Your Street, Life in the Jungle, XXV et Guardian Angel). Le double Silver Album, vendu uniquement par correspondance en 1983, dépasse les 500 000 exemplaires. Les vidéos se classent très bien également. De son côté, Marvin sort Words and Music en 1982, qui contient le hit single Don't Talk. L'album All Alone With Friends suit en 1983.
En 1984, le groupe fait une tournée triomphale en Angleterre Together avec Cliff Richard, dans les plus grandes salles du pays. La vidéo est un nouveau grand succès. En 1986, l'album Moonlight Shadows est un retour réussi dans le top 5, suivi de Simply Shadows en 1987, lui aussi classé dans le top 5 et disque de platine, et des albums Steppin' to The Shadows et At their Very Best en 1989, tous les deux classés dans le top 10.
En juin 1989, ils se retrouvent pour deux concerts devenus mythiques au stade de Wembley avec Cliff Richard. Ils participent également en 1990 à un concert géant à Knebworth, en compagnie de Cliff Richard, Paul McCartney, Pink Floyd, Phil Collins, Eric Clapton et Tears for Fears. The Shadows reçoivent aussi plusieurs awards et leurs multiples tournées internationales font salle comble.
Le groupe se sépare fin 1990, après Reflection, un album à nouveau classé dans le top 5, laissant Hank Marvin à une carrière solo faite de neuf albums qui sont eux aussi tous des hits, et de tournées internationales invariablement bondées. Des années 1950 aux années 1990 ce seront pas moins de soixante-et-onze singles des Shadows qui auront été classés dans les charts (en cumulant les 45 tours avec et sans Cliff), dont douze no 1, et six hits pour Marvin en solo, dont un no 1, et plusieurs dizaines d'albums classés.

### Activités post-séparation

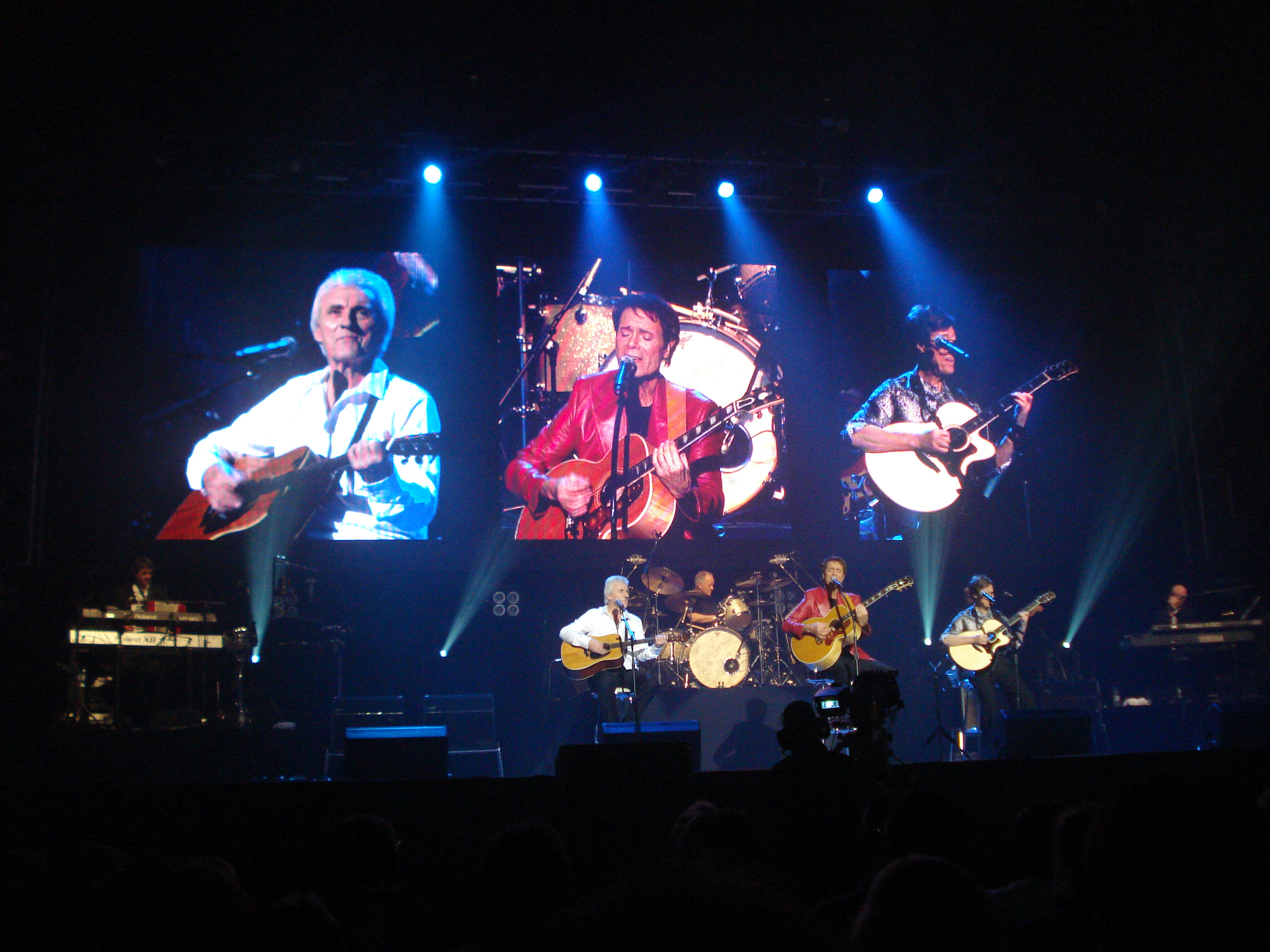
Cliff Richard and The Shadows à Bruxelles, en 2009.

Une dizaine de compilations des Shadows et de Hank Marvin atteignent, depuis leur séparation, les charts au Royaume-Uni et dans divers pays (la dernière est classée no 7 en 2004 au Royaume-Uni et certifiée disque d'or). Tous les albums solos de Marvin publiés dans les années 1990-2000 sont disques d'or ou de platine, et le tout dernier paru au printemps 2002 se classe dans le top 10 au Royaume-Uni et dans plusieurs pays.
The Shadows se réunissent de nouveau pour une tournée triomphale dans de grandes salles de concert au Royaume-Uni en 2004, puis dans le reste de l'Europe en 2005, laquelle fait l'objet d'un album live et d'un DVD à succès. En 2009, ils sont aux côtés de Cliff Richard pour une tournée mondiale qui se veut être la dernière et débute avec un DVD Cliff and The Shadows - The Final Reunion enregistré à Londres au 02 Arena devant 15 000 spectateurs, où ils interprètent 42 titres de leur répertoire.
Le 1er mai 2020, BBC4 diffuse The Shadows at Sixty, un documentaire revenant sur leur succès alors qu'ils célébraient le 60e anniversaire de leur premier no 1, Apache. Marvin, Welch et Bennett ont tous donné des interviews et le programme comprenait des images inédites de leurs débuts. Marvin, Welch et Bennett interprètent une nouvelle version d'Apache, sans basse ni percussion, pour le documentaire.

## Distinctions et reconnaissance
The Shadows passent plus de temps dans les charts britanniques que Madonna et cinq fois plus que U2. Ils ont deux fois plus de hits que les Beatles (mais moins de no 1) et ils sont avec Cliff Richard et Elvis Presley les seuls artistes à avoir passé six décennies à figurer dans les meilleures ventes de disques.
The Shadows sont décorés par la reine Élisabeth II, tout comme Cliff Richard — désormais Sir Cliff — qui est le premier chanteur de l'histoire à être fait chevalier. Durant son parcours, le groupe reçoit de nombreux prix, dont notamment plusieurs Ivor Novello Awards en 1978 et en 1983, et d'un Silver Clef Award en 1978, un Mojo Award en 2005,
Hank Marvin, désormais légendaire, est considéré comme un guitariste exceptionnel et très mélodique, ayant créé un style immédiatement identifiable qui inspirera de nombreux grands guitaristes. En France, on compte parmi ses fans des artistes comme Laurent Voulzy, Jean-Michel Jarre, Indochine (le son de Dominik Nicolas est librement inspiré de celui du groupe, le guitariste utilisant le son des Shadows pour accorder sa Fender Mustang competition. Ce son est d'ailleurs la marque de fabrique du groupe durant une quinzaine d'années). Marvin enregistre également en duo avec Paul McCartney sur son album Back to the Egg, ainsi que pour deux singles, l'un avec Brian May, l'autre avec Mark Knopfler. Il a par ailleurs joué sur quelques titres avec McCartney en compagnie de David Gilmour et Pete Townshend, et avec Steve Hackett ou encore Olivia Newton-John, et est sur scène l'invité de Jean-Michel Jarre, lors du gigantesque concert des Docklands à Londres en 1988 et à nouveau pour le centième anniversaire de la tour Eiffel sur l'esplanade du Trocadéro. En 1980, Paul McCartney se déguise en Hank Marvin dans le clip de son hit mondial Coming Up, et Marvin est l'invité de Dire Straits sur la scène de Wembley en 1985. Mark Knopfler rejoint The Shadows sur scène pendant leur tournée en 1986 interprétant Going Home du film Local Hero.
Bruce Welch, guitariste rythmique réputé pour sa rigueur et sa précision, est élu en septembre 2000 « guitariste rythmique du siècle » par le magazine britannique Guitarist. Il mène aussi une carrière très prolifique de compositeur et producteur (plusieurs no 1 aux États-Unis et au Royaume-Uni, avec mais aussi hors des Shadows, pour son ex-compagne Olivia Newton-John (plusieurs no 1 aux États-Unis et en Grande-Bretagne) et pour Cliff Richard, avec plusieurs albums et de très nombreux hits, dont le no 1 mondial We Don't Talk Anymore, vendu à plus de cinq millions de singles en Europe et aux États-Unis).
Jet Harris reste une icône pour les musiciens du monde entier (il était le premier bassiste à avoir utilisé une basse électrique et non plus une contrebasse en Europe) et le premier à posséder une Basse Fender Précision ; il est remplacé en avril 1962 par Brian Locking appelé encore « Licorice » puis par John Rostill en novembre 1963, bassiste et compositeur à succès (plusieurs hits mondiaux), trouvé mort en 1973, électrocuté dans son studio de répétitions. Alan Tarney prend alors la place de bassiste au sein des Shadows, avant de produire à son tour avec un succès mondial Cliff Richard puis le groupe A-ha (plusieurs no 1 en Grande-Bretagne et aux États-Unis). Jet Harris décède au printemps 2011 des suites d'une longue maladie.
En tant que bassistes, viendront ensuite d'autres musiciens : Alan J. Jones puis Mark Griffiths qui assure les tournées de The Shadows depuis 1987, la carrière solo de Hank Marvin, y compris le Final Tour 2004 and 2005 et The Final Reunion en 2009 et 2010.
Tout aussi mythiques désormais sont les batteurs Tony Meehan (mort accidentellement en 2005), puis son remplaçant à partir d'octobre 1961 (sur scène), Brian Bennett, d'abord batteur pour Eddie Cochran, est une influence majeure de musiciens tels que Phil Collins ou Stewart Copeland, de Police, réputé comme l'un des plus grands batteurs de pop/rock. Certains de ses solos les plus fameux sont étudiés depuis des années dans les écoles de jazz-rock. Bennett est également un compositeur célèbre de musiques de films, récompensé par 6 Ivor Novello Awards. Il enregistre en 2006 une nouvelle reprise de Move It, le premier hit de Cliff Richard and The Shadows, en compagnie de Cliff et de Brian May (de Queen), et ils se produisent ensemble à Wembley en octobre. Le single se classe no 2 des charts britanniques en décembre 2006.
Le groupe britannique Muse reprend régulièrement Man of Mystery durant ses concerts depuis juin 2007.

## Discographie
À partir de British Hit Singles and Albums, 17th Edition (plus mise à jour)

### Albums studio
- 1971-1973 : Marvin, Welch and Farrar et Marvin and Farrar

- 2006 : Greatest Hits Live

- En plus de 26 albums classés avec Cliff Richard (dix-neuf top 10 dont trois no 1)

### Singles
- 1959 : Feelin' Fine / Don't Be a Fool with Love (The Drifters)
- 1959 : Jet Black / Driftin' (The Drifters)
- 1959 : Saturday Dance / Lonesome Fella
- 1960 : Apache (no 1)
- 1960 : Man of Mystery / The Stranger
- 1961 : F.B.I.
- 1961 : The Frightened City
- 1961 : Kon-Tiki (no 1)
- 1961 : The Savage
- 1962 : Wonderful Land(no 1)
- 1962 : Guitar Tango
- 1962 : Dance on (no 1)
- 1963 : Foot Tapper (no 1)
- 1963 : Atlantis
- 1963 : Shindig
- 1963 : Geronimo
- 1964 : Theme For Young Lovers
- 1964 : The Rise and Fall of Flingel Bunt
- 1964 : Rhythm and Greens
- 1964 : Genie With the Light Brown Lamp
- 1965 : Mary-Anne
- 1965 : Stingray
- 1965 : Don't Make My Baby Blue
- 1965 : The War Lord
- 1966 : I Met a Girl
- 1966 : A Place In the Sun
- 1966 : The Dreams I Dream
- 1967 : Maroc 7
- 1967 : Tomorrow's Cancelled
- 1968 : Dear Old Mrs Bell
- 1969 : Slaughter on 10th Avenue
- 1973 : Turn Around and Touch Me
- 1975 : Let Me Be the One
- 1975 : Run Billy Run
- 1976 : It'll Be Me Babe
- 1978 : Love Deluxe
- 1978 : Don't Cry For Me Argentina
- 1979 : Theme from 'The Deer Hunter'(Cavatina)
- 1979 : Rodrigo's Guitar Concerto
- 1980 : Riders In The Sky
- 1980 : Heart of Glass
- 1980 : Equinoxe (Part V)
- 1980 : Mozart Forte
- 1981 : The Third Man
- 1981 : Telstar
- 1981 : Imagine-Woman
- 1982 : Treat Me Nice
- 1982 : The theme from Missing
- 1983 : Diamonds
- 1983 : Going Home (Theme from 'Local Hero')
- 1984 : On a Night Like This
- 1986 : Moonlight Shadow
- 1986 : Dancing In the Dark
- 1986 : The Themes from Eastenders and Howard's Way
- 1987 : Pulaski
- 1987 : The Theme from The Snowman 'Walking in the Air'
- 1989 : Mountains of the Moon
- 1989 : Shadowmix

Cette liste ne contient pas les collaborations chantées avec Cliff Richard (31 hits singles, dont 7 no 1), ni les enregistrements solo, ni ceux sous le nom de Marvin, Welch and Farrar.